# رأس العين الشاوية
رأس العين الشاوية هي قرية في إقليم سطات ضمن جهة الدار البيضاء سطات بالغرب المغربي. كان مجموع عدد سكان الجماعة القروية رأس العين الشاوية 15.607 نسمة.(تعداد السكان الرسمي 2004)
إحصاء رأس العين الشاوية سنة 2024 14243 نسمة